# Odruch oczno-powiekowy
Odruch oczno-powiekowy – odruch polegający na zaciskaniu powiek w reakcji na silny bodziec świetlny. Odruch ten pojawia się w pierwszych miesiącach życia.